# Syndrome plaquettaire du Québec
 Mise en garde médicale
Le syndrome plaquettaire du Québec est une maladie héréditaire de la coagulation sanguine, décrite pour la première fois dans une famille du Québec et se manifestant par des hémorragies.

## Cause
La maladie est de transmission autosomique dominante. Elle est due à la présence, dans les plaquettes sanguines d'un activateur du plasminogène de type urokinase. cela entraîne une accélération de la fibrinolyse en cas d'activation plaquettaire. Elle est due à une mutation du gène PLAU.

## Description
Les saignements se produisent spécifiquement de manière retardée secondairement à une plaie, chirurgicale ou non.

## Traitement
Les patients répondent bien à un traitement antifibrinolytique.